# کویر سیاه‌کوه
کویر سیاه کوه در ۴۰ کیلومتری شمال شهر اردکان و ۲۰ کیلومتری جنوب شهر انارک قرار دارد قسمت عمده کویر در استان اصفهان از توابع بخش انارک قرار گرفته است. معادنی از جمله معدن چاه پلنگ اردکان در نزدیکی این کویر قرار دارند.
این کویر شکلی شبیه به هلال ماه دارد که در قوس درونی هلال آن سیاه کوه با ارتفاع ۲۰۵۰ متر قرار گرفته است. این کویر از سمت جنوب به کوه نمک و گریگون، از غرب به بیابان‌های نایین و نوگنبد و از شمال به ارتفاعات انارک محدود است.
میانگین ارتفاع این کویر از سطح آبهای آزاد در حدود ۹۶۱ متر است. به دلیل وجود مناطق مرتفع تر در اطراف، سیلاب‌های سطحی به سمت این کویر حرکت می‌کنند و به علت شوری خاک زمینهای اطراف نمک خود را پس از تبخیر در این حوضچه به جای می‌گذارند.

## راه‌های ورود به منطقه
مسیر اول، مسیر اردکان به احمدآباد و سپس جاده خاکی احمدآباد است که از کنار خط آهن می‌گذرد و به کویر سیاه کوه می‌رسد.
مسیر دوم، مسیر انارک به ایستگاه راه آهن انارک و سپس جاده خاکی کنار گذر خط آهن تا ایستگاه نوگنبد است.
مسیر سوم، که مسیر قدیمی و اصلی ورود به این کویر است مسیر خاکی انارک به اسماعیلان (روستایی در ۹ کیلومتری جنوب انارک) و سپس سیاه کوه است.
زمینهای اطراف این کویر بشدت باتلاقی می‌باشند.